# Minthodes simulans
Minthodes simulans är en tvåvingeart som beskrevs av Herting 1987. Minthodes simulans ingår i släktet Minthodes och familjen parasitflugor.
Artens utbredningsområde är Turkiet. Inga underarter finns listade i Catalogue of Life.